# Cruzeiro Esporte Clube (Cuiabá)
Cruzeiro Esporte Clube foi uma agremiação esportiva da cidade de Cuiabá, Mato Grosso.

## História
O clube disputou o Campeonato Mato-Grossense de Futebol em cinco oportunidades, em 1945 e entre 1955 e 1958.